# Сариманок

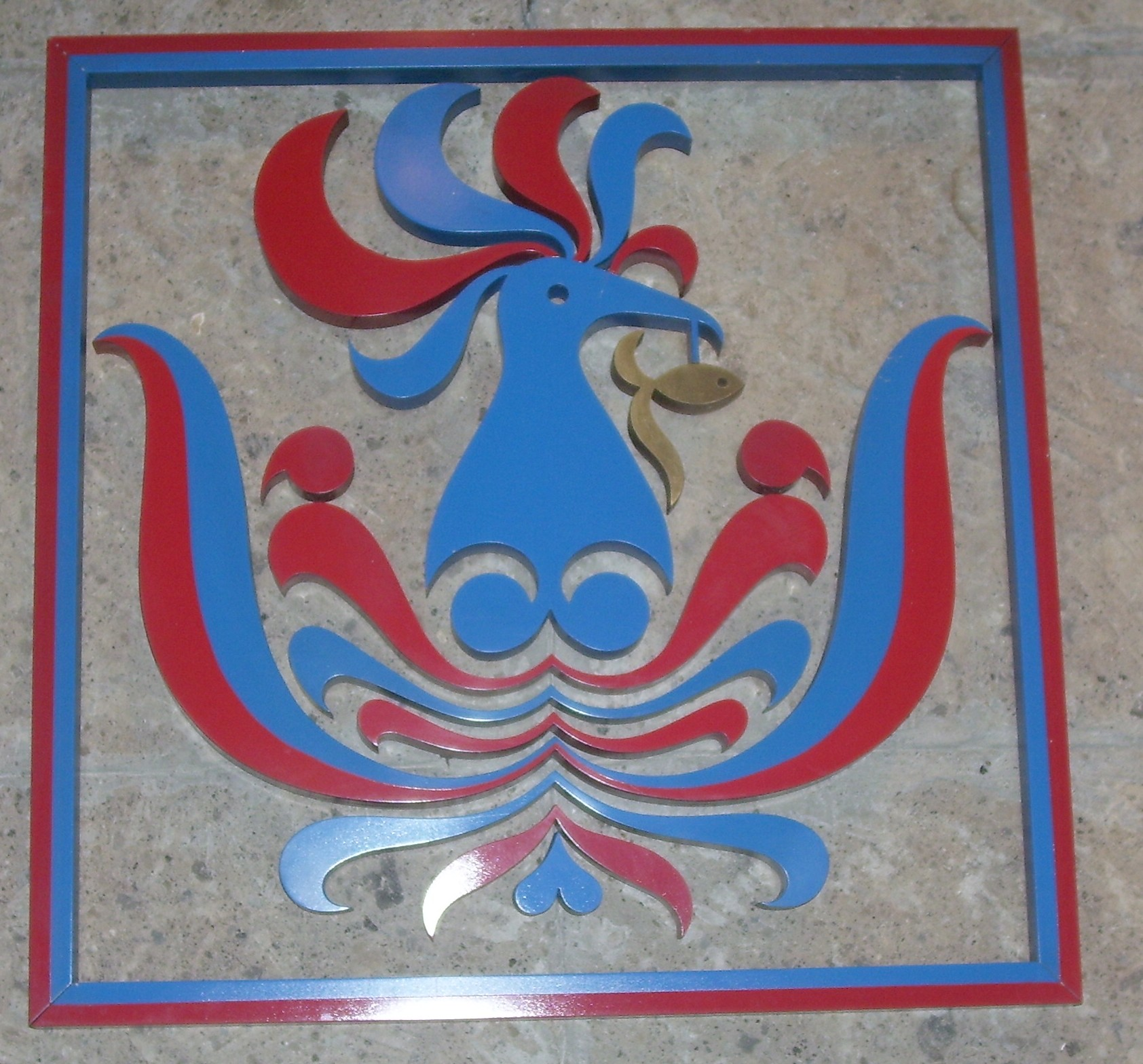
Орнамент в виде Сариманока

Сариманок (филип. Sarimanok) — легендарная птица народа Маранао с острова Минданао на Филиппинах. Название птицы происходит от слов «сари» и «манок». «Сари» обозначает одежду разных цветов, а «манок» — петуха.

## Описание
Сариманок — главный символ искусства Маранао. Он изображает в виде птицы с разноцветными крыльями с рыбой в клюве или когтях. Голова птицы украшена листьями и завитками. Считается, что Сариманок приносит удачу.

## Происхождения
Сарманок появился благодаря тотемной птицы народа Маранао, называемой Итотора. Согласно преданиям этого народа, Итотора — медиум, который может посещать мир духов, благодаря своему двойнику Иникадова.
Согласно более поздней легенде Ислама, на первом из семи небес Мухаммед обнаружил петуха. Птица была настолько огромна, что её гребень касался второго неба. Пение петуха пробудило всех живых существ, кроме людей. По легенде, когда петух прекратит петь, настанет судный день.

## Культурная значимость
Традиционно Сариманок никогда не изображается сам по себе. Он помещается на вершину зонтика султана или находится в окружении флагов.
Филиппинский национальный художник Абдулмари Азия Имао использует Сариманока в качестве мотива для своих работ, которые увеличили популярность этой птицы. Филиппинская телекомпания ABS-CBN использовала Сариманок в качестве официального талисмана с 1993 по 1999 год.